# Nedomice
Nedomice jsou obec v okrese Mělník ve Středočeském kraji. Rozkládá se asi patnáct kilometrů jihovýchodně od Mělníka a sedm kilometrů východně od města Neratovice. Žije zde 329 obyvatel. Nachází se zde základní a mateřská škola. Pěstuje se zde zelenina a víno.

## Historie
První písemná zmínka o obci pochází z roku 1381.

## Obyvatelstvo
| Rok            | 1869 | 1880 | 1890 | 1900 | 1910 | 1921 | 1930 | 1950 | 1961 | 1970 | 1980 | 1991 | 2001 | 2011 | 2021 |
| -------------- | ---- | ---- | ---- | ---- | ---- | ---- | ---- | ---- | ---- | ---- | ---- | ---- | ---- | ---- | ---- |
| Počet obyvatel | 368  | 398  | 355  | 398  | 416  | 407  | 362  | 289  | 267  | 260  | 241  | 237  | 267  | 290  | 308  |
| Počet domů     | 61   | 64   | 66   | 70   | 78   | 81   | 82   | 90   | 85   | 84   | 80   | 92   | 97   | 103  | 114  |

## Obecní správa

### Územněsprávní začlenění
Dějiny územněsprávního začleňování zahrnují období od roku 1850 do současnosti. V chronologickém přehledu je uvedena územně administrativní příslušnost obce v roce, kdy ke změně došlo:
- 1850 země česká, kraj Praha, politický okres Karlín, soudní okres Brandýs nad Labem[6]
- 1855 země česká, kraj Praha, soudní okres Brandýs nad Labem
- 1868 země česká, politický okres Karlín, soudní okres Brandýs nad Labem
- 1908 země česká, politický i soudní okres Brandýs nad Labem[7]
- 1939 země česká, Oberlandrat Mělník, politický i soudní okres Brandýs nad Labem[8]
- 1942 země česká, Oberlandrat Praha, politický i soudní okres Brandýs nad Labem[9]
- 1945 země česká, správní i soudní okres Brandýs nad Labem[10]
- 1949 Pražský kraj, okres Brandýs nad Labem[11]
- 1960 Středočeský kraj, okres Mělník, obec Ovčáry[12]
- k 24. listopadu 1990 Středočeský kraj, okres Mělník[12]
- 2003 Středočeský kraj, okres Mělník, obec s rozšířenou působností Neratovice

### Obecní symboly
Znak a vlajka byly obci uděleny rozhodnutím předsedy Poslanecké sněmovny Parlamentu České republiky dne 21. června 2018.

## Společnost
V obci Nedomice (464 obyvatel) byly v roce 1932 evidovány tyto živnosti a obchody: holič, 2 hostince, kolář, kovář, obchod s ovocem a zeleninou, řezník, 2 obchody se smíšeným zbožím, 2 švadleny, tesařský mistr, trafika, továrna na uzenářské zboží Urban.

## Doprava
Dopravní síť
- Pozemní komunikace – Do obce vedou silnice III. třídy. Ve vzdálenosti jeden kilometr vede silnice II/331 Nymburk - Lysá nad Labem - Nedomice - Záboří - (Mělník).
- Železnice – Železniční trať ani stanice na území obce nejsou. Nejblíže je železniční zastávka Ovčáry ve vzdálenosti jeden kilometr ležící na trati 072 mezi Lysou nad Labem a Mělníkem.

Veřejná doprava 2012
- Autobusová doprava – Obcí projížděly autobusové linky Všetaty-Křenek-Všetaty (v pracovních dnech 1 spoj) (dopravce ČSAD Střední Čechy, a. s.) a Neratovice-Kostelec nad Labem-Všetaty (v pracovních dnech 2 spoje tam i zpět) (dopravce Veolia Transport Praha, s. r. o.). O víkendu byla obec bez dopravní obsluhy.

## Pamětihodnosti
- kaple se zvonicí
- Krucifix
- Pomník padlým v první světové válce

## Turistika
Územím obce vede turistická trasa  Konětopy, U Pískovny - Ovčáry - Kozly - Neratovice.

## Galerie

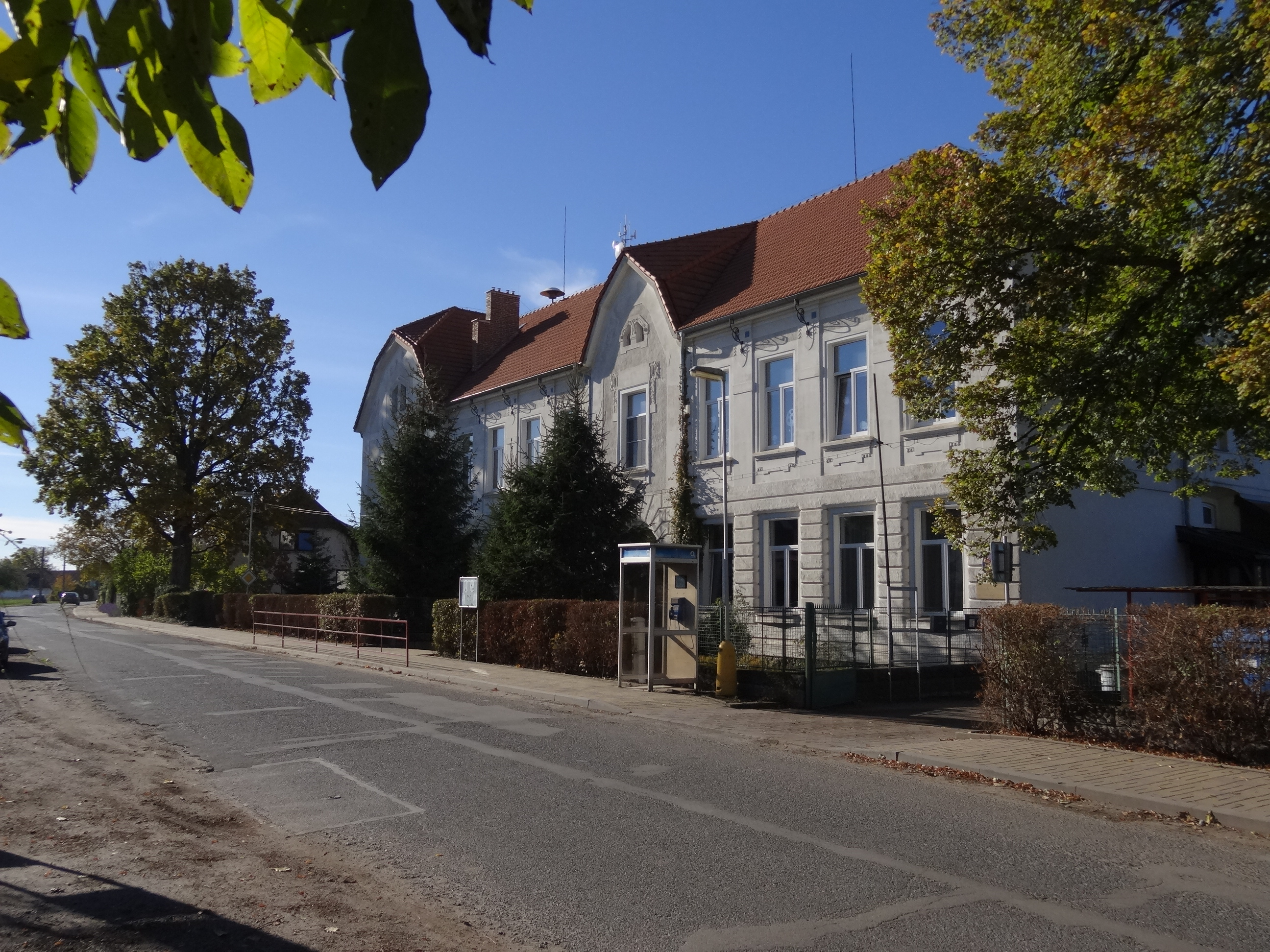
škola a OÚ
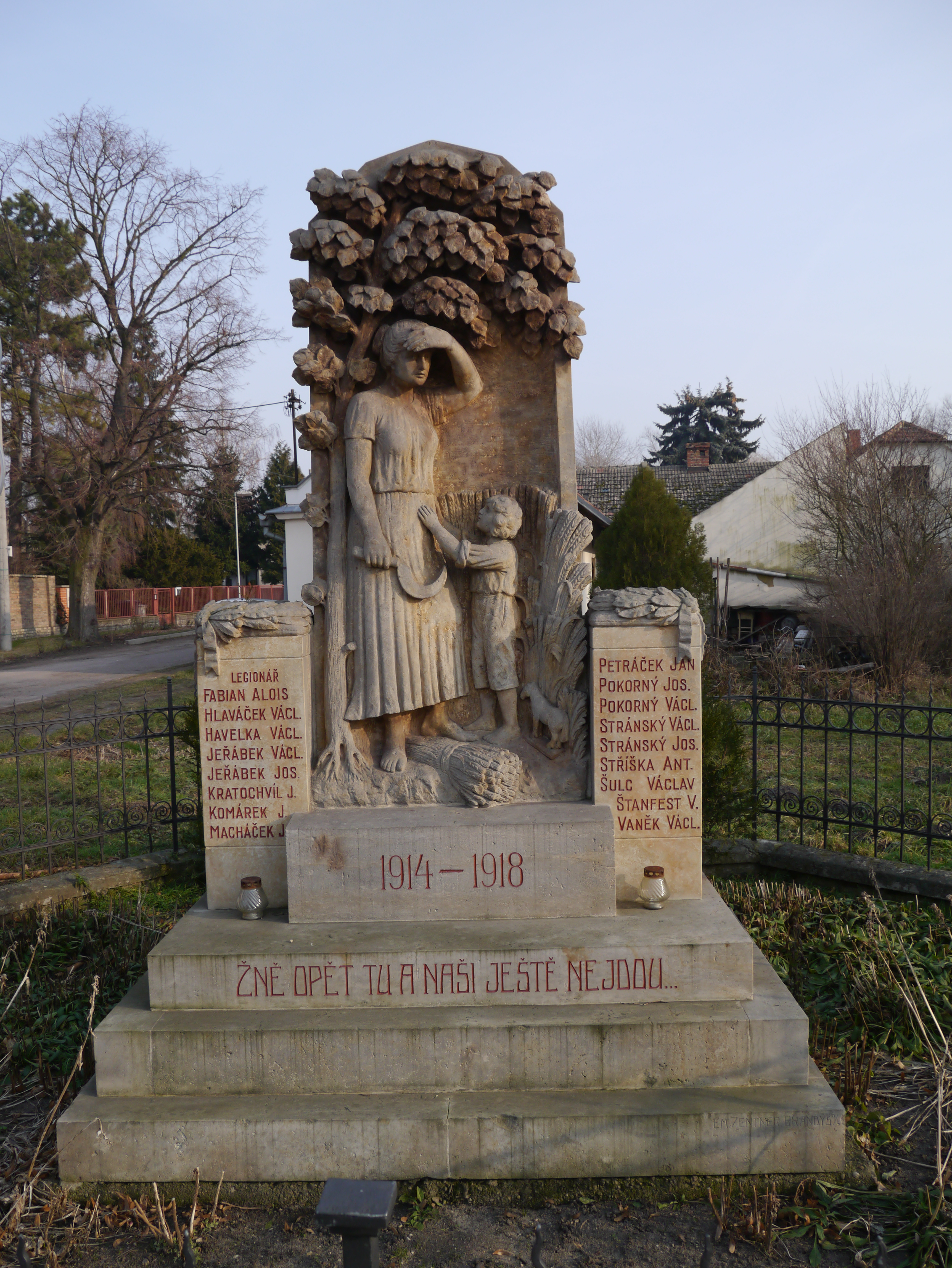
pomník padlým
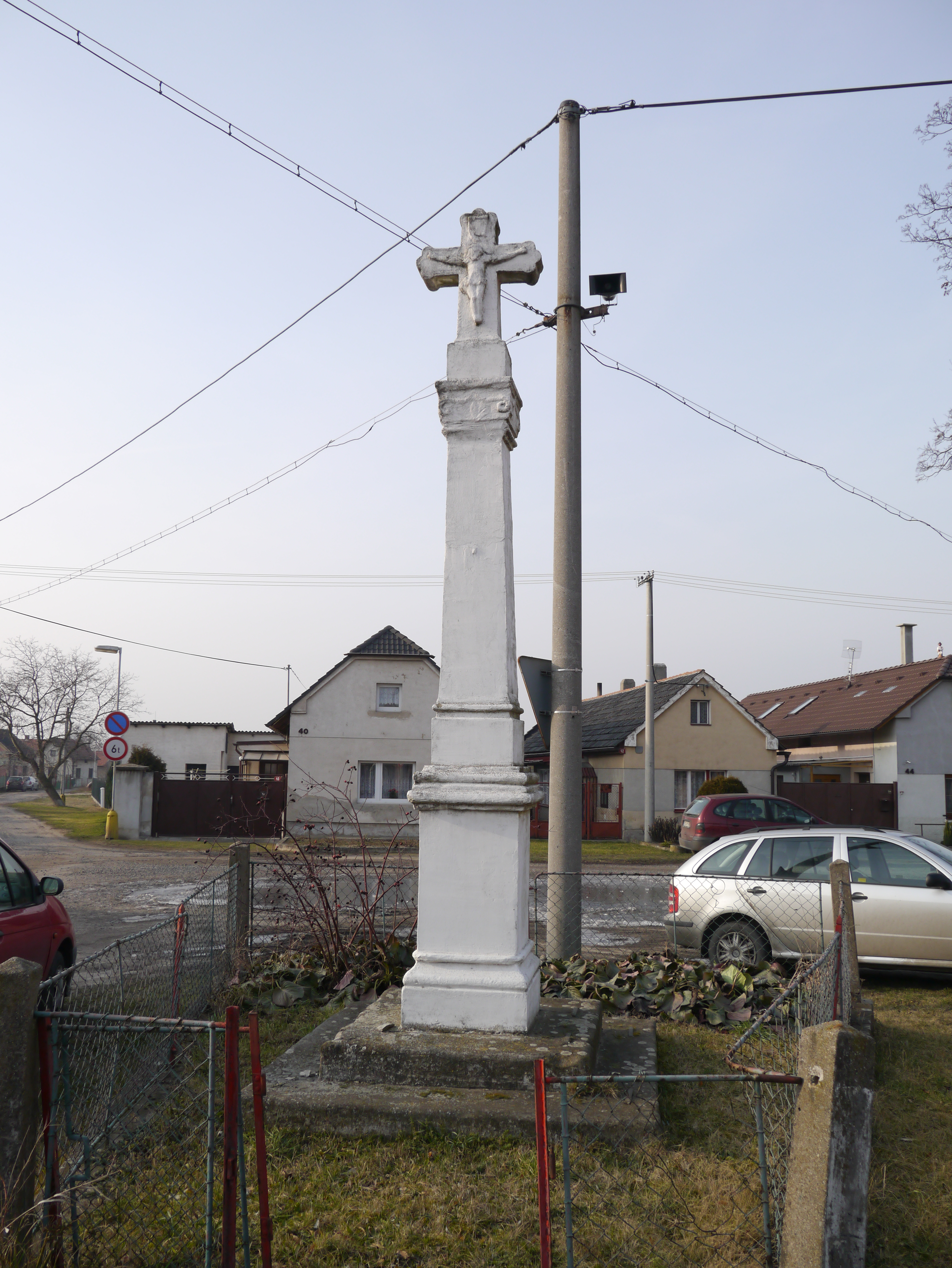
kříž
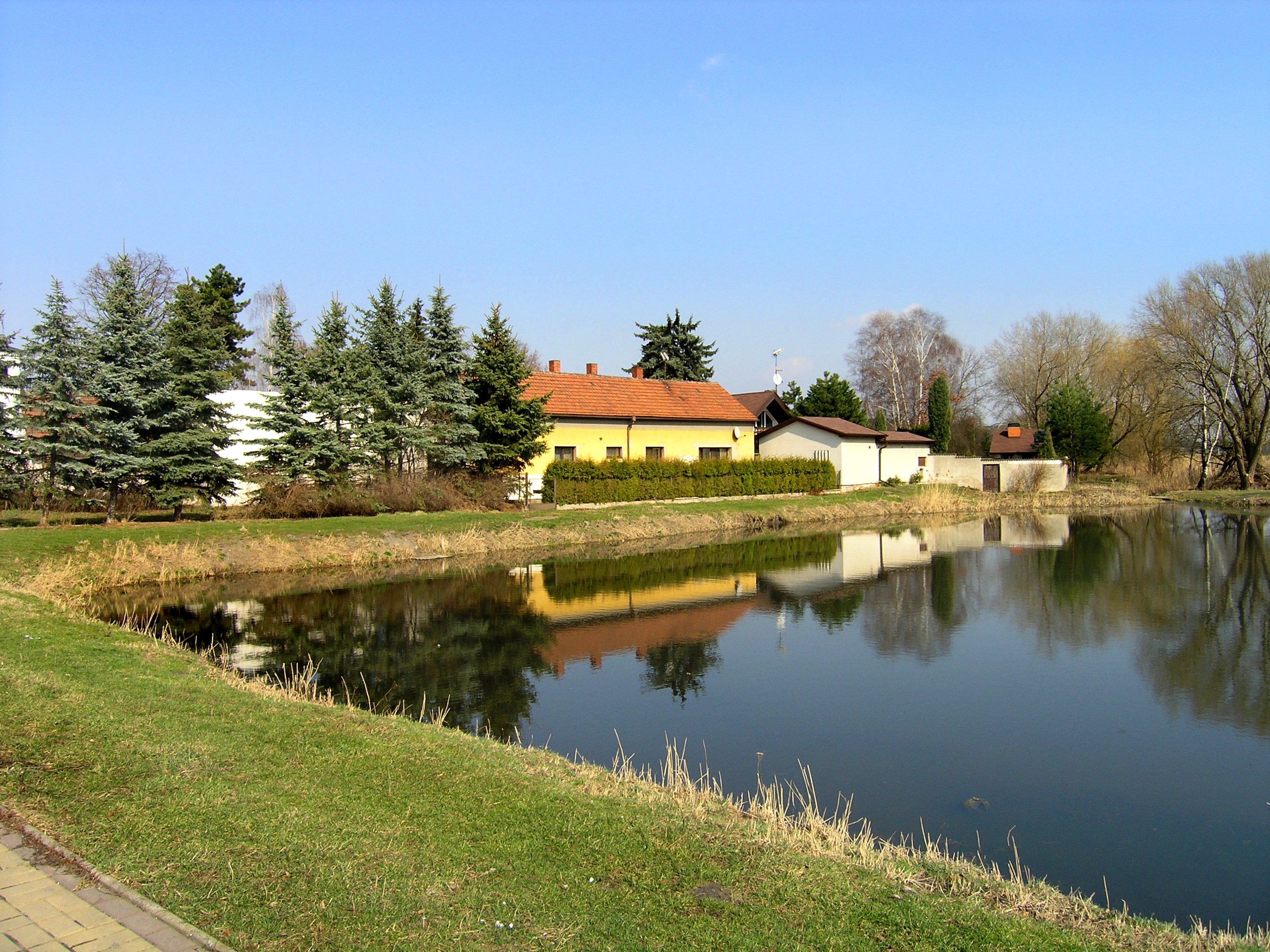
rybník na návsi